# The Triumphs of Oriana
The Triumphs of Oriana è una raccolta di madrigali inglesi, compilata e pubblicata nel 1601 da Thomas Morley.

## Storia
La prima edizione conteneva 25 pezzi di 23 compositori diversi (Thomas Morley e Ellis Gibbons contribuivano con due madrigali). Fu ispirata probabilmente alla raccolta Il Trionfo di Dori.
Si dice che sia stata pubblicata in onore della regina Elisabetta I. Ogni madrigale presente nella raccolta contiene il seguente distico alla fine: "Così cantavano i pastori e le ninfe di Diana: lunga vita gentile Oriana" (l'appellativo "Oriana" era spesso usato per riferirsi alla regina Elisabetta).
Recentemente, l'attribuzione di "Oriana" ad Elisabetta è stata messa in discussione. Secondo alcune fonti, "Oriana" dovrebbe essere stata Anna di Danimarca, che sarebbe divenuta poi regina d'Inghilterra sposando Giacomo VI di Scozia (divenuto poi Giacomo I d'Inghilterra), in un apparente fallito tentativo di rimuovere Elisabetta per restaurare il cattolicesimo in Inghilterra.

## Contenuto
| Ordine | Compositore       | Pezzo                                      |
| ------ | ----------------- | ------------------------------------------ |
| 1      | Michael East      | Hence Stars                                |
| 2      | Daniel Norcome    | With Angel's Face                          |
| 3      | John Mundy        | Lightly she whipped o'er the dales         |
| 4      | Ellis Gibbons     | Long live fair Oriana                      |
| 5      | John Bennet       | All Creatures now are Merry‐minded         |
| 6      | John Hilton       | Fair Oriana, beauty's Queen                |
| 7      | George Marson     | The Nymphs and Shepherds danced            |
| 8      | Richard Carlton   | Calm was the Air                           |
| 9      | John Holmes       | Thus Bonnyboots                            |
| 10     | Richard Nicholson | Sing shepherds all                         |
| 11     | Thomas Tomkins    | The Fauns and Satyrs                       |
| 12     | Michael Cavendish | Come gentle Swains                         |
| 13     | William Cobbold   | With Wreaths of Rose and Laurel            |
| 14     | Thomas Morley     | Arise, awake                               |
| 15     | John Farmer       | Fair Nymphs                                |
| 16     | John Wilbye       | The Lady Oriana                            |
| 17     | Thomas Hunt       | Hark, did ye ever Hear so Sweet a Singing? |
| 18     | Thomas Weelkes    | As Vesta was from Latmos Hill descending   |
| 19     | John Milton       | Fair Orian                                 |
| 20     | Ellis Gibbons     | Round about her Chariot                    |
| 21     | George Kirbye     | With Angel's Face                          |
| 22     | Robert Jones      | Fair Oriana                                |
| 23     | John Lisley       | Fair Cytherea                              |
| 24     | Thomas Morley     | Hard by a Crystal Fountain                 |
| 25     | Edward Johnson    | Come blessed Bird                          |

## Curiosità
- Nel 1899, su proposta del Master of the Queen's Music, Sir Walter Parratt, 13 compositori britannici donarono alla Regina Vittoria, in occasione del suo 80º compleanno, una collezione limitata (100 copie) di corali intitolata The Triumphs of Oriana.[3]